# Metapsyllaephagus sugonjaevi
Metapsyllaephagus sugonjaevi är en stekelart som beskrevs av Trjapitzin 1989. Metapsyllaephagus sugonjaevi ingår i släktet Metapsyllaephagus och familjen sköldlussteklar.
Artens utbredningsområde är Kazakstan. Inga underarter finns listade i Catalogue of Life.